# 長濱陸

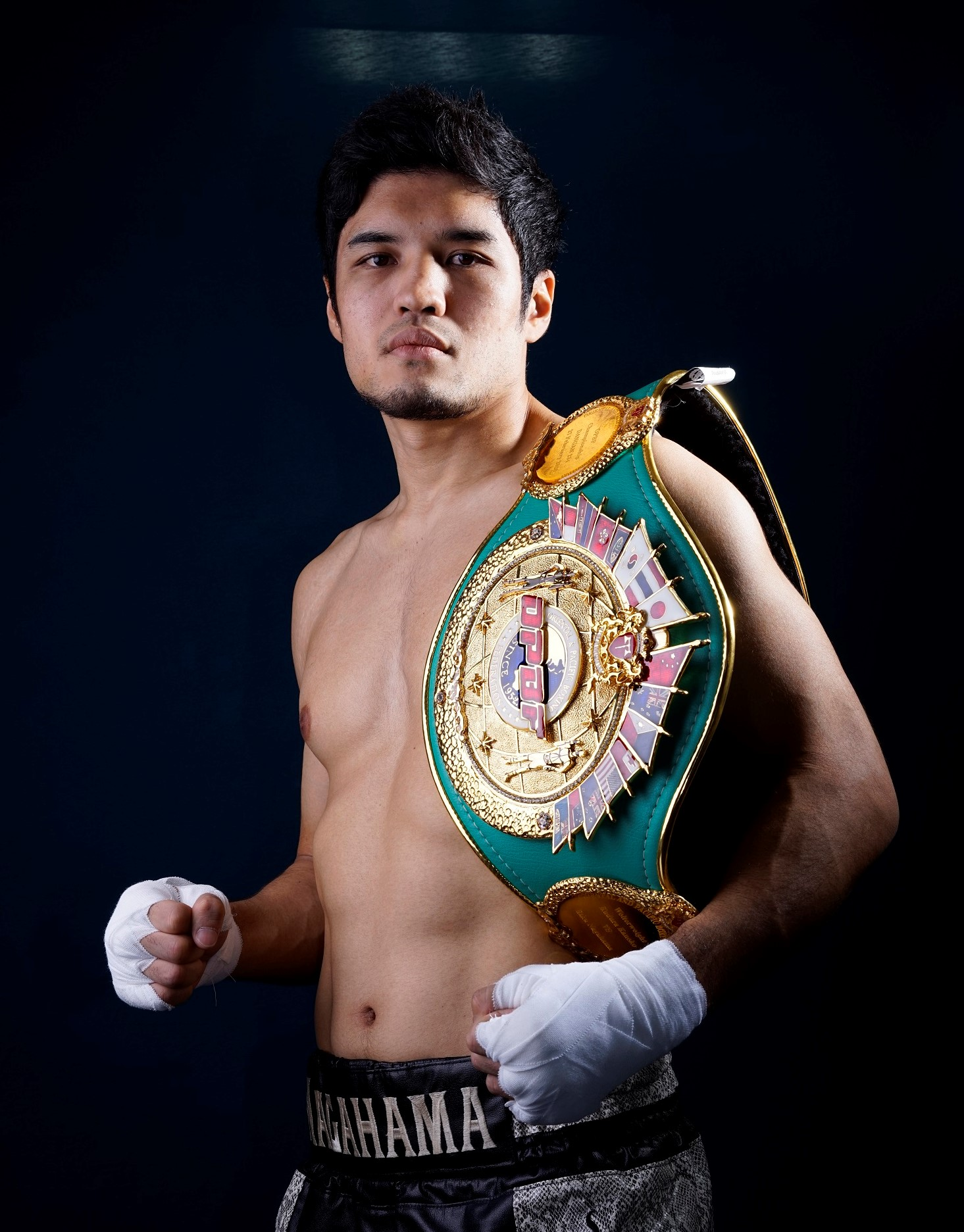
長濱 陸(RikuNagahama)：OPBF東洋太平洋ウェルター級王者（2020年2月27日獲得)

長濱 陸（ながはまりく、1991年10月7日 - ）は、日本のプロボクサー。沖縄県那覇市出身。第41代OPBF東洋太平洋ウェルター級王者。石田ボクシングジムに所属、以前は角海老宝石ボクシングジム、白井・具志堅スポーツジムに所属していた。

## 来歴
那覇高校卒業後、沖縄国際大学に入学。
2015年6月30日のプロデビュー戦は引き分け。同年、ミドル級新人王東軍代表として、西軍代表ロックハート・ブランドンシェーンを相手に4回2-0(39-37×2、38-38)判定勝ちで全日本新人王を獲得。
そして2017年8月10日に後楽園ホールで日本スーパーウェルター級王者井上岳志と日本スーパーウェルター級タイトルマッチを行い、8回1分52秒TKO負けで日本王座獲得に失敗。
その後2019年3月23日付で角海老宝石ボクシングジムに移籍。翌2020年2月27日に後楽園ホールでOPBF東洋太平洋ウェルター級2位のクドゥラ金子とOPBF東洋太平洋ウェルター級王座決定戦を行い、12回3-0(117-111×2、118-110)判定勝ちでOPBF王座獲得に成功。翌2021年1月16日に後楽園ホールでOPBF東洋太平洋ウェルター級12位の豊嶋亮太とOPBF東洋太平洋ウェルター級タイトルマッチを行い、12回0-3(112-115、111-116、110-117)判定負けでOPBF王座初防衛に失敗。
2021年1月22日、右目の怪我を理由に日本ボクシングコミッションに引退届を提出し、現役を引退した。
2023年に現役に復帰した。

## 戦績
- プロボクシング - 21戦13勝（4KO）7敗1分

| 戦           | 日付           | 勝敗 | 時間    | 内容    | 対戦相手                                   | 国籍           | 備考                                   |
| ------------ | -------------- | ---- | ------- | ------- | ------------------------------------------ | -------------- | -------------------------------------- |
| 1            | 2015年6月30日  | △    | 4R      | 判定1-1 | 大間和友（八王子中屋）                     | 日本           | プロデビュー戦                         |
| 2            | 2015年9月25日  | ☆    | 4R      | 判定3-0 | 渡邊玲央（横浜光）                         | 日本           |                                        |
| 3            | 2015年11月3日  | ☆    | 4R      | 判定2-1 | アルティン・ペパ（宇都宮金田）             | アルバニア     |                                        |
| 4            | 2015年12月20日 | ☆    | 4R      | 判定2-0 | ロックハート・ブランドン・シェーン（森岡） | アメリカ合衆国 | 2015年度全日本ミドル級新人王決定戦     |
| 5            | 2016年3月5日   | ☆    | 4R      | 判定2-0 | 清野航（石橋）                             | 日本           |                                        |
| 6            | 2016年7月2日   | ☆    | 1R 1:31 | TKO     | 川端哲也（姫路木下）                       | 日本           |                                        |
| 7            | 2016年11月5日  | ☆    | 3R 2:48 | TKO     | 加瀬康司 (レイS）                          | 日本           |                                        |
| 8            | 2017年3月28日  | ☆    | 3R 0:36 | TKO     | 美柑英男（渥美）                           | 日本           |                                        |
| 9            | 2017年8月10日  | ★    | 8R 1:52 | TKO     | 井上岳志（ワールドS）                      | 日本           | 日本スーパーウェルター級タイトルマッチ |
| 10           | 2017年11月22日 | ☆    | 1R 0:47 | TKO     | カムチャイ・サイトーンジム                 | タイ           |                                        |
| 11           | 2018年5月30日  | ★    | 5R 2:49 | TKO     | 永野祐樹（帝拳）                           | 日本           |                                        |
| 12           | 2019年1月19日  | ☆    | 8R      | 判定3-0 | 金本祥平（グリーンツダ）                   | 日本           |                                        |
| 13           | 2019年7月6日   | ☆    | 8R      | 判定3-0 | 玉山将也（帝拳）                           | 日本           |                                        |
| 14           | 2019年10月21日 | ☆    | 8R      | 判定3-0 | 木村文祐（JM加古川）                       | 日本           |                                        |
| 15           | 2020年2月27日  | ☆    | 12R     | 判定3-0 | クドゥラ金子（本多）                       | アフガニスタン | OPBF東洋太平洋ウェルター級王座決定戦   |
| 16           | 2021年1月16日  | ★    | 12R     | 判定0-3 | 豊嶋亮太（帝拳）                           | 日本           | OPBF東洋太平洋王座陥落                 |
| 17           | 2023年4月16日  | ☆    | 8R      | 判定2-0 | 柴田尊文（グリーンツダ）                   | 日本           | 現役復帰戦                             |
| 18           | 2023年8月11日  | ★    | 8R      | 判定0-3 | ファン・カルロス・トーレス                 | プエルトリコ   |                                        |
| 19           | 2023年12月9日  | ★    | 8R 0:10 | TKO     | ホセ・ルーゴ・コタ                         | メキシコ       |                                        |
| 20           | 2024年7月19日  | ★    | 1R 1:39 | TKO     | 辻本純兵（帝拳）                           | 日本           |                                        |
| 21           | 2024年12月11日 | ★    | 2R 1:02 | TKO     | ジロリアン陸（フラッシュ赤羽）             | 日本           |                                        |
| テンプレート |                |      |         |         |                                            |                |                                        |

## 獲得タイトル
- 第60回 全日本ミドル級級新人王
- 第41代OPBF東洋太平洋ウェルター級王座（防衛0）